# Nuova famiglia del violino
La nuova famiglia del violino (nota in inglese anche come violin octet) è una famiglia di otto strumenti ad arco sviluppata nella seconda metà del XX secolo. L'obiettivo su cui si è basata la progettazione della famiglia è quello di ottenere un ensemble dal suono ricco e molto omogeneo. I nuovi violini sono pensati per essere impiegati sia come strumenti solistici, ognuno con le proprie peculiarità sonore, sia in ensemble, assieme ad altre famiglie di strumenti (fiati, voci, elettrofoni) o in orchestra. Gli strumenti di questa nuova famiglia non hanno ancora visto un impiego su larga scala.

## Sviluppo
L'idea nasce da una proposta fatta nel 1957 al liutaio americano Carleen Hutchins, da parte del compositore Henry Brant, professore di composizione al Bennington College, nel Vermont. Questi desiderava un settimino di strumenti di dimensioni progressivamente crescenti, accordati a distanza di mezza ottava circa l'uno dall'altro, bilanciati in modo da avere la brillantezza e potenza del violino su tutte le corde.
Lo sviluppo degli strumenti prende spunto dalle famiglie rinascimentali (come quella delle viole da gamba), più ampie rispetto a quelle moderne, dalle sperimentazioni di Adolphe Sax (che ha realizzato una ampia famiglia di sassofoni dalle estensioni progressive e dal timbro omogeneo) e da una serie di studi di acustica, in particolare le ricerche condotte a partire dal 1933 da Frederick Saunders, ricercatore di fisica all'Università Harvard e musicista amatoriale.
Gli strumenti della nuova famiglia sono basati sul violino tradizionale e ne imitano le caratteristiche sonore. Sono stati condotti dei test su violini di buona qualità per individuarne le caratteristiche responsabili del timbro desiderato, e queste poi sono state proiettate in scala su strumenti di differenti dimensioni.
Lo sviluppo, che ha richiesto dieci anni di tempo, è stato curato principalmente da Hutchins e sostenuta dall'associazione Catgut Acoustical Society (fondata da Saunders nel 1963). Hutchins era in contatto con Saunders e i due hanno lavorato insieme, conducendo oltre un centinaio di esperimenti su prototipi di strumenti realizzati da Hutchins. Il primo gruppo completo di strumenti è stato realizzato tra il 1965 e il 1967, mentre il primo concerto pubblico tenuto da un ensemble della nuova famiglia dei violini si è svolto a New York nel 1962, presso il Centro Culturale Ebraico (YM-YWHA). Hutchins ha realizzato personalmente o supervisionato la costruzione di oltre un centinaio di strumenti della nuova famiglia.

## Caratteristiche degli strumenti
L'intonazione della cassa e la risonanza di Helmholtz dei nuovi violini sono prossime alle due corde vuote centrali, per conferirgli un suono bilanciato. In particolare, i cinque strumenti più acuti hanno la cassa intonata all'incirca sulla seconda corda e la risonanza di Helmholtz intorno alla terza. I tre strumenti più gravi invece hanno solitamente la risonanza di Helmholtz più bassa di alcuni semitoni, anche se degli esperimenti condotti in Inghilterra hanno indicato come preferibile una risonanza più acuta, per conferire agli strumenti un suono più luminoso e bilanciato nell'insieme.
La tabella sottostante riporta le caratteristiche degli strumenti. A titolo di confronto, la seconda tabella riporta le caratteristiche degli strumenti della famiglia tradizionale dei violini, includendo anche strumenti non entrati nell'uso comune come l'ottobasso e il violino piccolo.
| Strumento                   | Accordatura | Lunghezza della cassa, in cm (proporzione con il violino standard in %) | Lunghezza della corda vibrante, in cm | Lunghezza totale approssimativa, in cm | Note |
| --------------------------- | ----------- | ----------------------------------------------------------------------- | ------------------------------------- | -------------------------------------- | --- |
| Sopranino                   |             | 28,6 (75 %)                                                             | 26                                    | 48                                     | Ha circa le dimensioni di un violino da ¼ |
| Soprano                     |             | 31,2 (89 %)                                                             | 30                                    | 54-55                                  | Ha l'accordatura di un violino piccolo quartgeige e le dimensioni simili a un violino 3/4. |
| Mezzosoprano                |             | 38,2 (107 %)                                                            | 32,7                                  | 62-63                                  | Stessa accordatura del violino standard, cassa leggermente più grande (misure già impiegate in alcuni strumenti da liutai come Stradivari o Maggini) ma stessa lunghezza della corda vibrante. |
| Contralto (Viola verticale) |             | 50,8 (144 %)                                                            | 42,5                                  | 82-83                                  | Stessa accordatura della viola ma cassa notevolmente più grande, solitamente viene suonato in verticale alla maniera del violoncello.                                                          |
| Tenore                      |             | 65,4 (182 %)                                                            | 60,8                                  | 107                                    | Ha dimensioni simili a un violoncello 1/2, ma con le fasce più strette ed un manico più lungo.                                                                                                 |
| Baritono                    |             | 86,7 (242 %)                                                            | 72                                    | 142                                    | Più grande di un violoncello standard. |
| Basso piccolo               |             | 104,2 (292 %)                                                           | 92                                    | 171                                    | Ha dimensioni simili ad un contrabbasso 5/8. |
| Contrabbasso                |             | 130 (360 %)                                                             | 110                                   | 213-214                                | Più grande di un contrabbasso standard. |

| Strumento       | Accordatura | Lunghezza della cassa, in cm (proporzione con il violino standard in %) | Lunghezza della corda vibrante, in cm | Lunghezza totale approssimativa, in cm | Note |
| --------------- | ----------- | ----------------------------------------------------------------------- | ------------------------------------- | -------------------------------------- | --- |
| Violino piccolo |             | 24-28 (68-79 %)                                                         | 24-28                                 | 45-50                                  | In uso tra il XVI e il XVIII secolo. |
| Violino         |             | 35,5 (100 %)                                                            | 32,7                                  | 59-60                                  | |
| Viola           |             | 39-43 (110-121 %)                                                       | 37-38                                 | 70-71                                  | Le dimensioni dello strumento variano notevolmente; a differenza degli altri membri della famiglia, per la viola non esiste una misura standard. |
| Violoncello     |             | 75-76 (213 %)                                                           | 68-69                                 | 124                                    | |
| Contrabbasso    |             | 109-122 (309-343 %)                                                     | 104-117                               | 178-198                                | |
| Ottobasso       |             |                                                                         | 215                                   | 348                                    | Ideato a metà Ottocento, è stato impiegato solo sporadicamente e non si è mai affermato nell'uso comune.                                         |

## Accoglienza e diffusione
Gli strumenti non hanno ancora visto un impiego su larga scala. Tra i principali ensemble strumentali che li impiegano, vi sono l'Hutchins Consort (di San Diego, che usa strumenti di Carleen Hutchins) e l'Albert Consort (di Ithaca, che usa strumenti di Robert Spear).
Hans Astraand, presidente della Reale Accademia Musicale della Svezia, ha sottolineato che:
Leopold Stokowski, dopo aver assistito al primo concerto dell'ensemble di nuovi violini a New York, ha affermato:
Gli ottetti sono stati impiegati in concerti, lezioni e dimostrazioni in America e in Europa, al Royal College of Music, al Conservatorio di San Pietroburgo e in diverse altre città di vari paesi. Alcuni ottetti completi sono conservati al National Music Museum di Vermillon, al Musik Museet di Stoccolma, nella Collection of Historic Musical Instruments dell'Università di Edimburgo e al Metropolitan Museum of Art.